# Carl Schulz-Schwerin
Carl Schulz-Schwerin   (Schwerin, 1845 - 1913), fou un pianista, professor de música i compositor alemany. Estudià en el Conservatori Stern, de Berlín, i després fou durant molts anys professor de piano del de Szczecin, el 1885 del de Stern i el 1901 del de Mannheim. Les seves obres principals són: una simfonia en re menor; les obertures Tasso, Braut von Messina i Triomfal, algunes obres religioses vocals, música per a piano, etc...